# فرانک توکوناگا
فرانک توکوناگا (انگلیسی: Frank Tokunaga؛ زادهٔ) بازیگر، کارگردان فیلم، فیلم‌نامه‌نویس اهل ژاپن است.
از فیلم‌ها یا برنامه‌های تلویزیونی که وی در آن نقش داشته‌است می‌توان به بید مجنون اشاره کرد.